# Ivresse de printemps
Pour plus de détails, voir Fiche technique et Distribution.
Ivresse de printemps (Springtime in the Rockies) est un film musical américain d'Irving Cummings, sorti en 1942. Il s'agit du remake du film J'ai deux maris (1937).

## Synopsis
Vicky Lane et Dan Christy, deux partenaires de Broadway, se disputent à cause de la drague de Christy. Vicky, jalouse, se remet avec son ancien amour et partenaire de danse, Victor Price et la carrière de Dan s'effondre du jour au lendemain. Dans l'espoir de raviver leur amour et de faire revenir Vicky sur les planches avec lui, Dan la suit dans une station balnéaire huppée des Rocheuses canadiennes où elle et Victor sont sur le point d'inaugurer leur nouveau spectacle. Mais les choses se compliquent lorsque Dan se réveille après une beuverie et découvre qu'il a embauché une secrétaire latine excentrique, Rosita Murphy, ce qui fait penser à Vicky qu'il est de nouveau en train de jouer ses vieux tours.

## Fiche technique
- Titre original : Springtime in the Rockies
- Réalisateur : Irving Cummings
- Scénario : Walter Bullock, Ken Englund et Jacques Théry, d'après une histoire de Philip Wylie
- Direction artistique : Richard Day et Joseph C. Wright
- Décors : Thomas Little
- Costumes : Earl Luick
- Directeur de la photographie : Ernest Palmer
- Montage : Robert L. Simpson
- Musique : Charles E. Henderson (en) et Alfred Newman (non crédités)
- Chorégraphie : Hermes Pan
- Production : William LeBaron et William Goetz (producteur exécutif (non crédité))
- Société de production et de distribution : Twentieth Century Fox
- Pays de production : États-Unis
- Langue : Anglais
- Format : Couleurs (Technicolor) - 35 mm - 1,37:1 - Son : Mono (Western Electric Recording)
- Durée : 91 minutes
- Genre : comédie musicale
- Dates de sortie : 
  - États-Unis : 6 novembre 1942
  - France : 12 mai 1948

## Distribution
- Betty Grable : Vicky Lane
- John Payne : Dan Christy
- Carmen Miranda : Rosita Murphy
- Cesar Romero : Victor Price
- Charlotte Greenwood : Phoebe Gray
- Edward Everett Horton : McTavish
- Harry James : Lui-même
- Jackie Gleason : Commissaire